# PuTTY
PuTTY er en gratis og open-source terminalemulator (betaversion) af Simon Tatham, der virker som en klient for SSH-, Telnet- og Rlogin-protokollerne.
Programmet blev oprindeligt skrevet til Microsoft Windows, men er senere blevet udgivet til andre styresystemer.